# Armínio
Armínio (em latim: Arminius, pelo original alemão Irmin e pela forma alemã tardia Hermann; 16 a.C. — 21 d.C.) foi um chefe germano da tribo dos Queruscos, filho do chefe guerreiro Segimero. Treinado como comandante militar romano, obteve a cidadania romana antes de regressar à Germânia onde veio a expulsar o próprio exército romano. Conhecido principalmente como o chefe da aliança de tribos germanas que dizimou três legiões romanas comandadas por Públio Quintílio Varo na Batalha da Floresta de Teutoburgo.

## Um "bárbaro" no exército romano
Armínio foi o nome que o chefe guerreiro dos Queruscos, Segímero (em latim: Segimero), deu ao seu filho em 16 a.C.. Eram tempos difíceis: alguns anos depois do nascimento de Armínio, o líder militar romano Tibério conquistou, quando da sua campanha germânica, também o território dos Queruscos. Tibério, que mais tarde se tornou Imperador, quis convencer Segímero a entrar numa aliança com Roma. Por isso, ofereceu uma educação militar e uma carreira no Império Romano ao seu filho, fortificando assim a ligação. Armínio foi então enviado para Roma em 8 a.C., onde recebeu a prometida educação militar e avançou até ao grau de um Tribuno. Na sua função de Tribuno, acompanhou o exército de Tibério nas suas várias operações em território germânico. Deixou uma óptima impressão aos militares romanos e recebeu os direitos de um cidadão romano.

## O regresso para a pátria e a revolta contra o Império Romano
Por volta do ano 7, Armínio voltou para a sua terra natal. Como comandante de unidades auxiliares germânicas, servia sob o comando do governador das províncias e comandante das legiões da zona do Rio Reno, Públio Quintílio Varo. Varo tinha recebido ordens para tornar a parte ocupada da Germânia definitivamente uma província romana. Por isso, começou a cobrar impostos e a tratar os Germanos como súbditos do Império Romano.
Nessa altura, Armínio começou a virar as costas aos Romanos. Sob o seu comando, várias tribos germânicas (Queruscos, Marsos, Catos, Brúcteros, Caúcos e Sicambros) fizeram uma grande revolta no ano 9. Esta revolta foi possível graças à habilidade diplomática de Armínio, conseguindo unir as várias tribos.

## A batalha da floresta de Teutoburgo - a grande vitória de Armínio
A lenda diz que, na noite anterior à revolta, Armínio jantou com Varo, que tinha muita confiança nele. Era outono e supostamente as tropas romanas deviam se mudar para os campos de Inverno. Homens que conheciam bem o terreno foram contratados para guiar as tropas a partir do rio Weser até Aliso, que fica na margem do rio Lipa. Foi o próprio Armínio quem escolheu esses homens. A fileira das tropas, que tinha uma extensão de vários quilómetros, atravessou uma zona florestal de difícil acesso e fazia um alvo fácil para os guerreiros germânicos, que estavam habituados a esse terreno. Além disso, muitos deles foram treinados pelos próprios militares romanos e tinham bastante experiência em batalhas. Assim conseguiram aniquilar por completo três legiões romanas compostas por cerca de 20 000 homens. Armínio obteve uma vitória devastadora.

## O fim de Armínio
O domínio dos Romanos sobre a Germânia para lá do rio Reno já se encontrava então em plena fase de declínio. Os Germanos não tentaram libertar os territórios germânicos para cá do Reno (províncias romanas, Germânia Inferior e Germânia Superior) pelo simples facto de as tribos se encontrarem em brigas constantes umas com as outras.
Existe a lenda que Armínio, apaixonado pela filha do chefe tribal dos Marcomanos, Segestes, raptou essa para se casar com ela. Segestes, aliado dos Romanos, pediu-lhes ajuda em 15. Nessa altura, o líder militar romano de nome Germânico já tinha penetrado muito o interior da Germânia, vingando assim a derrota de Varo. Várias vezes conseguiu vencer forças inimigas. Apesar disso, os Germanos continuavam a atacar onde podiam. Os Romanos não conseguiram controlar o território para lá do Reno. Por fim, em 16, o imperador Tibério desistiu da ideia de incorporar a Germânia ao Império Romano. Os Romanos foram-se embora. Mas mesmo assim, não houve paz na Germânia. Duas alianças, uma liderada por Armínio, a outra pelo rei dos Marcomanos, Marbod, entraram em guerra. Mais uma vez, Armínio obteve uma vitória. Mas em 21 foi assassinado, provavelmente pelo próprio sogro, Segestes.
Cerca de 100 anos depois da sua morte, o historiador romano Tácito designou Armínio como "Libertador da Germânia". Sua obra Germânia permitiu que, durante a Reforma, a imagem de Armínio viesse a ser usada como um contraponto do protestantismo nascente ao poderio da Igreja de Roma, sendo nesta ocasião que recebeu a versão atual do nome - Hermann.
| Armínio e sua amada, numa visão do século XIX (Johannes Gehrts, 1884). | Desenho baseado na Coluna Trajana mostrando a vida numa aldeia germânica , por E. Parmentier, c. 1850. | Armínio, o magnânimo, por Johan Jakob, 1689 |

## Imaginário heroico e visão moderna

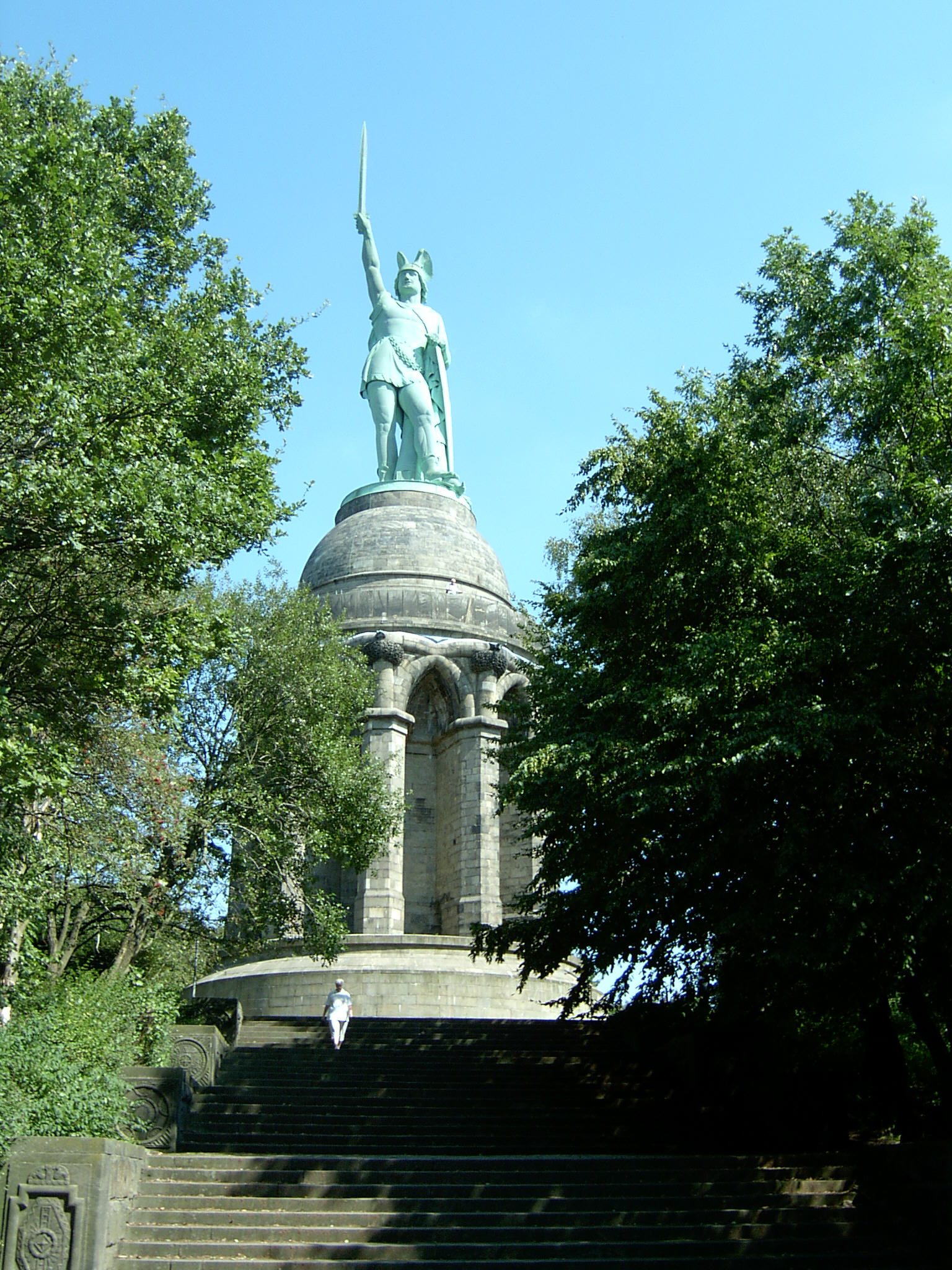
Monumento de "Hermann" na Floresta de Teutoburgo, Século XIX

A história de Armínio foi, ao final do século XIX, transformada em mito pelos defensores da unificação da Alemanha, sendo erguida uma gigantesca estátua em sua homenagem, voltada para a França, então encarada como grande inimiga do projeto nacional alemão.
Era a construção do mito do "Pai Original dos Alemães", como Ulrich von Hutten o chamou. Uma multidão de trinta mil pessoas assistiu, em 16 de agosto de 1875, à inauguração da estátua de 56 metros de altura.
O mito ganhou novos contornos durante o nazismo mas, após 1946, historiadores como Peter Kehne apresentaram-no na real dimensão, demonstrando que o "heroi" não tinha ambição de unificar o país, mas sim atender à própria sede de poder.